# Mit o Hironu
Hiron, prema grčkoj mitologiji, sin je Krona i Filire. Njega su smatrali mudrim kentaurom koji je živio u pećini na planini Pelionu. 
Hirona se smatra prvim astrologom i jedinim kentaurom koji se nije poklonio svojoj animalističkim sklonostima, bio je učitelj i iscjeljitelj. Odlikovao je dobrotom, blagošću i pobožnošću, neki su vjerovali da je besmrtan. On je bio učitelj, zaštitnik i savjetnik mnogih grčkih junaka. Smrtnike bi poučavao lovu, jahanju, glazbi te medicini.

## Hiron i Hercules ( Heraklo)
Hiron je Herculesu bio odgojitelj, učitelj i prijatelj. Ipak kada je Hercules odrastao, progonio je divlje kentaure te je slučajno ranio Hirona otrovnom strijelom. Iako je inače Hiron mogao zaliječiti svaku ranu, svoju nije mogao iscijelti. Na to se povlači u pećinu te umoran od patnje traži od Zeusa da on umre umjesto Prometeja, što mu je ovaj i ostvario. Bogovi su tada Hirona odveli u nebo gdje danas tvori znak strijelca. 

## Povezanost s horoskopskim znakom strijelca
Sazviježđe strijelca često se idetificira s babilonskim bogom Nergalom; također stvorenjem nalikom na kentaura s lukom i strijelom. Tek kasnije nalazimo povezanost s Hironom gdje se prikazuje kao konj s ljudskim torzom i glavom, ukazujući na vezu animalističke s ljudskom prirodom. 

## U likovnoj umjetnosti
U likovnoj umjetnosti Hiron je predstavljen kao i ostali kentauri no s nešto plemenitijim izrazom lica, često kako preko ramena nosi lovinu. U helenističko-rimskoj umjetnosti često je prikazivan kao Ahilov učitelj.